# Senecio burtonii
Espèce
Senecio burtoniiHook.f. est une espèce de plantes à fleurs de la famille des Asteraceae et du genre Senecio, endémique du Cameroun. 

## Étymologie
Son épithète spécifique burtonii rend hommage à l'explorateur britannique Richard Francis Burton, qui réussit l'ascension du mont Cameroun en 1861.

## Description
C'est une grande herbe subligneuse pouvant atteindre une hauteur de 150 cm.

## Habitat et distribution
Endémique du Cameroun, assez rare, elle a été observée dans trois régions (Nord-Ouest, Ouest, Sud-Ouest).
Elle pousse dans les prairies et les montagnes,,.